# Aloína
A aloína, também conhecida como barbaloína, é um composto amarelo-amarronzado amargo observado no exsudato de pelo menos 68 espécies de Aloe em níveis de 0,1 a 6,6% do peso seco da folha (fazendo entre 3% e 35% do exsudato total), e em outras dezessete espécies em níveis indeterminados [Reynolds, 1995b]. É usado como estimulante-laxante, tratando a constipação induzindo movimentos intestinais. O composto está presente no que é comumente referido como látex de aloe que exsuda das células adjacentes aos feixes vasculares, encontrados sob a casca da folha e entre ela e o gel. Quando seco, tem sido usado como agente amargo no comércio (bebidas alcoólicas) [21 CFR 172.510. Os nomes científicos dados incluem Aloe perryi, A. barbadensis (= A. vera), A. ferox e híbridos de A. ferox com A. africana e A. spicata.]. Aloe é listado nos regulamentos federais como uma substância natural que pode ser "usada com segurança em alimentos" quando usada "na quantidade mínima necessária para produzir o efeito físico ou técnico pretendido e de acordo com todos os princípios de boas práticas de fabricação". Esta aplicação em alimentos é geralmente limitada ao uso em quantidades bastante pequenas como aromatizante em bebidas alcoólicas e geralmente pode ser identificada apenas como um "sabor natural".
Em maio de 2002, a Food and Drug Administration (FDA) emitiu uma decisão de que os laxantes de aloe não são mais geralmente reconhecidos como seguros (GRAS) e eficaz, o que significa que os produtos contendo aloína não estão mais disponíveis em medicamentos de venda livre nos Estados Unidos, porque podem ser cancerígenos e são necessários mais dados para estabelecer o contrário. O látex da folha de Aloe vera é um concentrado de uma erva ou outro botânico e, portanto, atende à descrição legal de um ingrediente que pode ser usado em suplementos alimentares.